# Домоткань (річка)
Домоткань — річка в Україні, права притока Дніпра. Басейн Чорного моря. Довжина 39,2 км. Площа водозбірного басейну 350 км². Похил річки 1,6 м/км. Лісистість басейну становить 14 % (переважно штучного походження, лісосмуги). 
Бере початок на східній околиці с. Мотронівка. Біля села Андріївка на правому корінному березі долини стоїть велика баба (бовван) на кургані у давньої «Великої дороги». Тече територією Кам'янського району Дніпропетровської області.

## Гідрологічний режим
Долина коритоподібна, завширшки до 1,5 км, сформувалася у западині Українського кристалічного щита. Річкова система існувала тут ще в ранньому палеогені — 5 млн років тому. В період Дніпровського зледеніння впритул до нинішнього гирла підійшов і зупинився льодовик. Круті схили долини і балок-приток на значних площах розорані, продовжується інтенсивна водна ерозія.  Використовується на зрошення, рибальство, потреби скотарства. 
Річище слабозвивисте, шириною до 5 м, глибиною 0,3-0,8 м, у пониззі пересічно 1,3 м. У верхів'ї розділене на окремі плеса, що поросли травою й очеретом. На багатьох ділянках колись розчищене і спрямлене річище знов замулило. Значна глибина залягання підземних вод. 
Льодостав на річці триває з грудня по кінець лютого. Річку відносяться до річок з весняною повінню. Найбільша витрата води спостерігається в період весняного танення снігів. Живлення мішане, але переважає снігове.  Стік зарегульовано ставками. 11 малих — загальним об'ємом 280 тис. м³, площею 30 га (у верхів’ях річки та балок), одне водосховище — об'ємом 4,36 млн. м³, з площею водного дзеркала 181 га (у середній течії). Використання ставків і водосховища — рибальство, водопій свійських тварин. 7,5 км гирла затоплено водами Кам'янського водосховища, ширина затоки 100-800 м.

## Притоки
Гідрографічна мережа складається з основного річища та п'ятьох балок-приток (з довжиною русла понад 10 км) і 89 великих балок і ярів (довжиною від 1 до 10 км). Густота річкової мережі становить 0,30 км/км². Довжина яружно-балкової мережі становить 416 км. 
Праві: Чаплинка, Широка. 
Ліві: Погребна, Комишного, Мамаєва.

## Рослинність
Раритетні види Домотканської флори складають близько 10%. Верхів’я балок зарослі байрачними дібровами, у складі яких переважають дуб звичайний, клен польовий, липа серцелиста, ясен звичайний і в'язи. Подекуди збереглися старовікові ділянки лісу. 
Схили переважно зайняті ділянками степової рослинності. Ценозоутворювачами в цих степах є ковили Лесінга, найкрасивіша і волосиста, типчак валіський, келерія і види тонконогу. 
Долина вкрита трав'янистою лучною рослинністю із вкрапленням очеретово-рогозових та осокових боліт. Подекуди вздовж русла, зустрічаються групи дерев (верба біла, осокори) і зарості чагарників (верболози, терен, свидина, жостір та ін.). 
У водоймах високе видове різноманіття рдесників, присутні занікелії,
харові водорості та ін.

## Екологічні проблеми
Усі природні фітоценози долини знаходяться під великим тиском антропогенного чинника. Спостерігається перевипас і забур’янення пасовищ, витоптування рослинності КРХ. Ерозія крутих схилів.

## Етимологія
Відомий славіст, випускник Дніпропетровського університету, академік Російської академії наук О. М. Трубачов виводить топонім від іранського dапи - хап - danawa - хап, - що означає «річковий колодязь», «колодязь біля великої річки». З часом це іраномовне слово трансформувалось на слов'янський лад як Домоткань.

## Історичні згадки
Перша згадка про цю місцевість відноситься до 1594 року. Посол австрійського імператора Рудольфа II Еріх Лясота, успішно провівши переговори з гетьманом Богданом Микошинським про спільну боротьбу з турками, повертався додому правим берегом Дніпра з Базавлуцької Січі (1593-1638). 6(14) липня 1594 року він підійшов до Домоткані, назвавши її в «Щоденнику» «болотистою річкою». Вона запам'яталась послу несподіваною зустріччю з ведмедем, вдалим полюванням та смачним обідом із свіжої ведмежатини. 
Більш детально описав річку у своєму знаменитому «Описі України» французький військовий інженер і картограф Гійом Левассер де Боплан: 
|  | Маленька річечка, що зветься Домоткань, дуже багата раками, які мають понад дев'ять дюймів. У ній збираються також водяні горіхи, які схожі на металеві колючки, варені вони дуже смачні для споживання. |

Вперше річка Домоткань зображена на «Генеральній карті України» цього картографа. Правий берег Дніпра в районі гирла Домоткані і Самоткані, як видно на той час був вкритий лісом.

## Населені пункти
Над річкою розташовані такі села (від витоків до гирла): Мотронівка, Новоселівка, Зуботрясівка, Миколаївка, Якимівка, Корнило-Наталівка, Василівка, Бородаївські Хутори, Заріччя.